# Симеон Трапезунтски
Свети новомученик Симеон Трапезунтски је хришћански светитељ Цариградске патријаршије.
Живео је у Цариграду. По занимању је био златар. При једном спору хришћана и Јевреја био је оклеветан од стране Јевреја код турских власти да је тукао једног турског Јеврејина. Због тога ухапшен и бачен у тамницу, где је био пуних четрдесет дана. Власти му обећале да ће га пустити ако се потурчи и прими ислам, а да ће га у супротном погубити. Симеон је на то изјавио: "Макар ми хиљаде смрти нанели, ви нећете успети да ме поколебате у мојој вери и љубави према Исусу Христу - Господу мом и Богу мом". 
Због оваквог исповедања вере блажени Симеон је осуђен на смрт, и обешен у Цариграду, 14 августа 1653 године. Његово мученичко страдање записао је Јован Кариофилис у свом делу "Неон Мартирологион".
Православна црква прославља светог новомученика Симеона 14.(27.) августа.